# Дратів
Дратів (пол. Dratów) — село в Польщі, у гміні Людвін Ленчинського повіту Люблінського воєводства. Населення — 631 особа (2011). У селі діє православна церква святого Миколая.

## Історія
1690 року вперше згадується церква в селі.
За даними етнографічної експедиції 1869—1870 років під керівництвом Павла Чубинського, у селі проживали лише греко-католики, які розмовляли українською мовою. 1872 року місцева греко-католицька парафія налічувала 1050 вірян.
У 1921 році село входило до складу гміни Людвін Любартівського повіту Люблінського воєводства Польської Республіки.
За офіційним переписом населення Польщі 10 вересня 1921 року в селі налічувалося 122 будинки та 828 мешканців, з них:
- 404 чоловіки та 424 жінки;
- 435 православних, 368 римо-католиків, 25 юдеїв;
- 418 українців, 410 поляків.

У часи польської окупації українці мусили ходити до польської школи. Школа і церква були муровані. В ті часи українське товариство «Рідна Хата» було закрито, відкрилося за німецької окупації. Молодь направила дім Товариства і робила у ньому вистави. Першу виставу відіграли 3 березня 1940 року. У 1943 році в селі мешкало 509 українців та 278 поляків.

## Населення
Демографічна структура станом на 31 березня 2011 року:
|          | Загалом | Допрацездатний вік | Працездатний вік | Постпрацездатний вік |
| -------- | ------- | ------------------ | ---------------- | -------------------- |
| Чоловіки | 313     | 61                 | 221              | 31                   |
| Жінки    | 318     | 69                 | 176              | 73                   |
| Разом    | 631     | 130                | 397              | 104                  |